# Saivo (Jukkasjärvi socken, Lappland, 754003-170242)
Saivo är en sjö i Kiruna kommun i Lappland och ingår i Torneälvens huvudavrinningsområde. Sjön har en area på 0,36 kvadratkilometer och ligger 328 meter över havet. Saivo ligger i Torne och Kalix älvsystem Natura 2000-område. Sjön avvattnas av vattendraget Sautusjoki.

## Delavrinningsområde
Saivo ingår i det delavrinningsområde (754112-170031) som SMHI kallar för Inloppet i Sautusjärvi. Medelhöjden är 375 meter över havet och ytan är 8,94 kvadratkilometer. Det finns ett avrinningsområde uppströms, och räknas det in blir den ackumulerade arean 23,18 kvadratkilometer. Sautusjoki som avvattnar avrinningsområdet har biflödesordning 2, vilket innebär att vattnet flödar genom totalt 2 vattendrag innan det når havet efter 379 kilometer. Avrinningsområdet består mestadels av skog (88 procent). Avrinningsområdet har 0,43 kvadratkilometer vattenytor vilket ger det en sjöprocent på 4,8 procent.